# Partit de la Democràcia del Poble
|  | No s'ha de confondre amb el Partit Democràtic del Poble.. |

El Partit de la Democràcia del Poble (HADEP - turc: Halkın Demokrasi Partisi) fou un partit polític kurd de Turquia fundat el maig de 1994 per l'advocat Murat Bozlak. El partit defensava els drets dels kurds però va procurar estar allunyat del Partit dels Treballadors del Kurdistan (PKK) considerat terrorista.
A les eleccions legislatives turques de 1995 el HADEP obtingué 1.171.623 vots, més del 50% dels vots a Hakkâri i el 56% a Diyarbakır, però només arribà al 4,17% de tota Turquia i no obtindrà representació. Tot i així, es consolidarà com a la força política més important a gairebé tots els províncies kurds.
Al Congrés del partit el juny de 1996 uns emmascarats van fer caure la bandera turca i van desplegar una bandera del Front d'Alliberament Nacional del Kurdistan. Com a resultat tots els membres del HADEP foren arrestats.
A les eleccions legislatives turques de 1999 se'l va permetre presentar-se dirigit per Osman Özçelik obté 1.482.196 vots (4,74% dels vots) i es quedà sense representació. Nogensmenys, a les eleccions municipals obté les alcaldies de Bingöl, Ağrı, Hakkâri, Van, Batman, Siirt i Diyarbakır (on Feridun Çelik obtingué el 50% dels vots). A Lice, Zeynel Bagir (HADEP) obtingué l'alcaldia malgrat la prohibició de fer propaganda, i fins i tot d'entrar al poble. El 25 de febrer del 2000 foren condemnats a tres anys de presó Ahmed Turan Demir, cap del HADEP, Feridun Çelik, alcalde de Diyarbakır, els alcaldes de Siirt i Bingöl i 17 més. Els tres alcaldes, però, foren alliberats per pressions internacionals.
Es presentà novament a les eleccions legislatives turques de 2002 i va obtenir 1.955.298 vots (el 6,23%), però tot i així restà extraparlamentari.
El partit va fer front a un judici per il·legalitzar-lo, que finalment no va prosperar, però el cas fou portat a la cort constitucional formada per magistrats exclusivament turcs nacionalistes conservadors que el van declarar il·legal el 13 de març de 2003. El seu lloc fou ocupat pel Partit Democràtic Popular (DEHAP).
El 17 d'agost de 2005 es va fusionar amb el Moviment de la Societat Democràtica de Leyla Zana per a fundar el Partit de la Societat Democràtica (Demokratik Toplum Partisi).

## Eleccions
| Resultat de les eleccions a la Gran Assemblea Nacional | Resultat de les eleccions a la Gran Assemblea Nacional | Resultat de les eleccions a la Gran Assemblea Nacional |
| Eleccions                                              | % dels vots                                            | Membres de l'Assemblea                                 |
| ------------------------------------------------------ | ------------------------------------------------------ | ------------------------------------------------------ |
| 1995                                                   | 4,17                                                   | -                                                      |
| 1999                                                   | 4,75                                                   | -                                                      |
| 2002                                                   | 6,23                                                   | 0                                                      |

## Bandera
De la bandera del partit se'n coneixen tres models:
- Bandera quasi quadrada (4:5) groga amb emblema al centre
- Bandera horitzontal (2:3) groga amb emblema al centre
- Bandera vertical groga amb emblema al centre